# The Dio E.P.
The Dio E.P. е EP албум на американската хевиметъл група Dio, издаден през май 1986 г. от Vertigo Records. Издаден е само във Великобритания и включва неиздаваното дотогава парче Hide in the Rainbow.

## Състав
- Рони Джеймс Дио – вокали
- Вивиан Кемпбъл – китара
- Дими Бейн – бас
- Клод Шнел – клавиши
- Вини Апис – барабани

## Песни

### Страна А
| №  | Име                 | Време |
| -- | ------------------- | ----- |
| 1. | Hide in the Rainbow | 4:06  |
| 2. | Hungry for Heaven   | 4:10  |

### Страна Б
| №  | Име                       | Време |
| -- | ------------------------- | ----- |
| 1. | Shame on the Night        | 5:20  |
| 2. | Egypt (The Chains Are On) | 7:01  |